# Baarle-Nassau

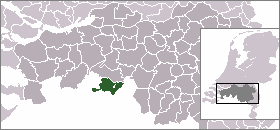
Baarle-Nassaus läge.

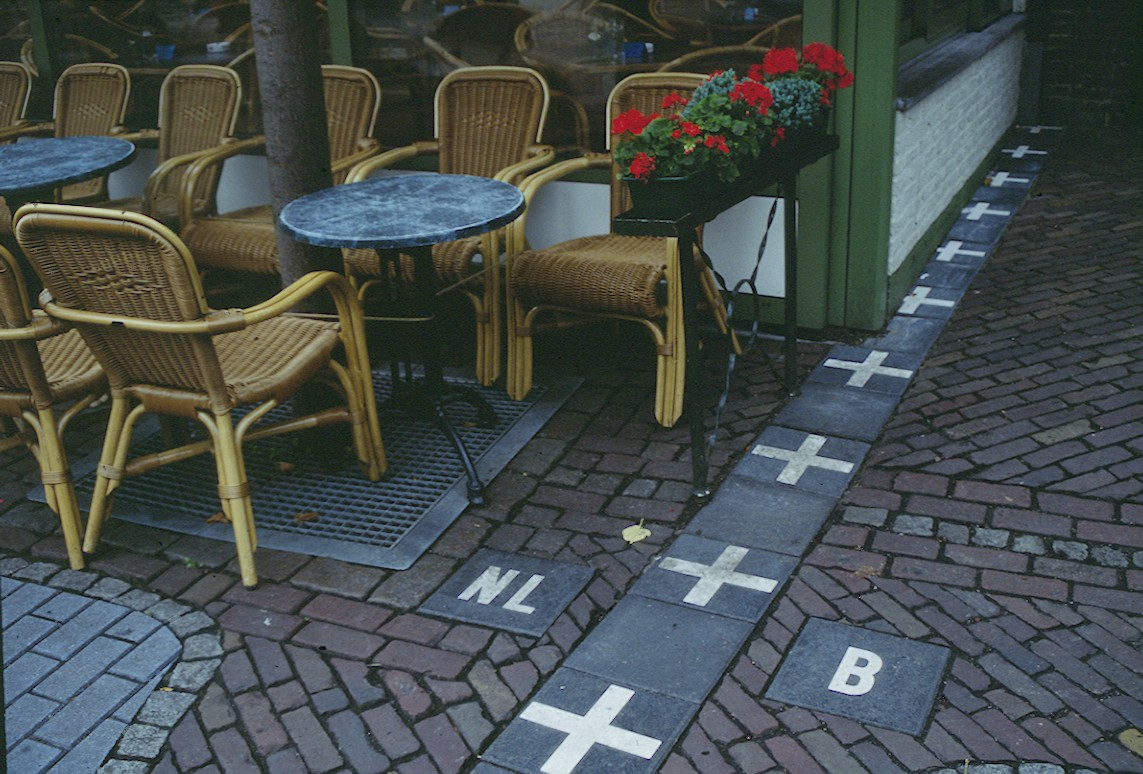
Ett kafé vid gränsen mellan Nederländerna och Belgien i Baarle-Nassau.

Baarle-Nassau är en stad och kommun i den nederländska provinsen Noord-Brabant. Tillsammans med den belgiska kommunen Baarle-Hertog utgör Baarle-Nassau samhället Baarle. Staden har 6 727 invånare (februari 2012).
Baarle är mest känt för den komplicerade gränsen mellan de belgiska och nederländska delarna. Baarle-Nassau omger flera belgiska exklaver. Inuti dessa belgiska exklaver finns dessutom sju nederländska exklaver. Nederländerna och Belgien har sedan 1940-talet avskaffat alla gränskontroller mellan sig, så gränsen märks inte så tydligt överallt. Det finns skyltar och vissa markeringar.